# Santada
Santada (en népalais : सन्तडा) est un comité de développement villageois du Népal situé dans le district d'Achham. Au recensement de 2011, il comptait 2 800 habitants.